# Colomi (stad)
Colomi (Quechua: Qulumi) is een kleine stad in het departement Cochabamba, Bolivia. Het is de hoofdplaats van de gelijknamige gemeente, gelegen in de Chapare provincie. 
Bij de census van 2012 was ze naar aantal inwoners de 114de stad van Bolivia. In de gemeente Colomi spreekt 83.5 procent van de bevolking Quechua.

## Bevolking
| Jaar | Populatie |
| ---- | --------- |
| 1992 | 3.863     |
| 2001 | 3.699     |
| 2012 | 3.914     |